# Yance Ford
Yance Ford (/ˈjænsi/) es un productor y director transgénero afroamericano.

## Vida y carrera
Ford se graduó en la Universidad de Hamilton en 1994.
A partir de 2002 trabajó como productor de series en PBS durante diez años.
En 2011 fue nombrado una de las 25 caras nuevas del cine independiente de la revista Filmmaker. También recibió la beca del Fondo Incipiente 2011-2012 en MacDowell.
En 2017 ocupó el puesto 97 en The Root 100', una "lista anual de los afroamericanos más influyentes de entre 25 y 45 años".

## Strong Islandy otros trabajos
En 2018, él y Joslyn Barnes fueron nominados al Premio de la Academia a la Mejor Película Documental por producir y dirigir Strong Island. Como tal, fue el primer hombre abiertamente transgénero en ser nominado a cualquier premio de la Academia, y el primer director abiertamente transgénero en ser nominado a cualquier premio de la misma. También en 2018, él y Joslyn Barnes recibieron un Emmy al Mérito Excepcional en Realización de Documentales por producir Strong Island, lo que lo convirtió en el primer hombre abiertamente transgénero y la primera persona negra abiertamente transgénero en ganar un premio Emmy, así como el primer cineasta abiertamente transgénero en ganar un Emmy de Artes Creativas también para Strong Island, sobre el asesinato de su hermano William Ford, ocurrido en 1992.
También recibió un premio Creative Capital y una beca del programa de cine documental de Sundance.
Ford dirigió un episodio de la serie documental de 2020, Trial By Media, titulado "Blago!", sobre el furor de los medios por el caso judicial contra el gobernador de Illinois, Rod Blagojevich.

## Premios y distinciones
Óscar
| Año  | Categoría              | Película      | Resultado |
| ---- | ---------------------- | ------------- | --------- |
| 2018 | Mejor documental largo | Strong Island | Nominado  |